# Geotrupes thoracinus
Geotrupes thoracinus là một loài bọ cánh cứng trong họ Geotrupidae. Loài này được Palisot de Beauvois miêu tả khoa học năm 1805.